# Giáo xứ Tây Ninh
Giáo xứ Tây Ninh thuộc giáo hạt Tây Ninh, giáo phận Phú Cường, nằm ở đường 30/4, phường Tân Ninh, tỉnh Tây Ninh, thuộc vùng Đông Nam Bộ. Giáo xứ nằm cách giáo phận Phú Cường 84 km và giáo phận Đức Bà 94 km được thành lập vào năm 1881 bởi linh mục Simon Sĩ, nguyên Chánh xứ Họ đạo Tha La.

## Lịch sử
Thuở ban đầu, khởi nguồn từ xóm đạo Thala, thuộc thị xã Trảng Bàng ngày nay vào nửa đầu thế kỷ 19. Được hình thành từ năm 1840, xóm đạo này bắt đầu lớn mạnh dần. Theo giáo phận Phú Cường chia sẻ, vào năm 1863, nhà thờ tạm của họ đạo Thala bị đốt phá hoàn toàn, dẫn đến việc một số giáo dân chạy về Tây Ninh khai phá.
Năm 1878, Linh mục Phaolô Marcel Simon còn được gọi là Cha Simon Sĩ nhận bài sai từ Thala về Tây Ninh. Đây là thời điểm Họ đạo Tây Ninh chính thức có linh mục quản xứ. Cha Simon Sĩ đã cùng với số giáo dân ít ỏi xây dựng ngôi Thánh đường đầu tiên, tạm thời với mái tranh, vách đất.
Mãi đến năm 1881, Họ đạo Tây Ninh mới chính thức thành lập và trực thuộc Tổng Giáo phận Tây Đàng Trong. Cũng trong năm đó, Cha Laurent Bính về thay cho cha Simon Sĩ và đứng ra kêu gọi vận động xây dựng được ngôi thánh đường bằng gạch ngói trong khoảng thời gian 1881–1884 thì hoàn thành. Đây là ngôi thánh đường bề thế và cổ kính nhất Tây Ninh lúc bấy giờ.
Tháng 3 năm 1915, Linh mục Phaolô Đàng đã về coi sóc Họ đạo Tây Ninh.
Vào ngày 3 tháng 12 năm 1924, Tòa Thánh đã đổi tên các giáo phận ở Việt Nam theo địa giới hành chính. Nơi đặt Tòa Giám mục, Tổng Giáo phận Tây – Đàng Trong được đổi thành Tổng Giáo phận Sài Gòn. Trong đó có Họ đạo Tây Ninh.
Năm 1931, Cha Phaolô Đàng đã khởi công xây dựng và hoàn thành ngôi Thánh Đường hiện nay vào năm 1932. Cha cũng đã chọn Tước hiệu Kitô Vua cho nhà thờ và cũng là bổn mạng Họ đạo Tây Ninh.
Ngày 14 tháng 10 năm 1965, Đức Phaolô VI ban sắc chỉ "In Animo Nostro", cắt năm tỉnh thời bấy giờ: Bình Dương, Bình Long, Phước Thành, Hậu Nghĩa và Tây Ninh thuộc Tổng Giáo phận Sài Gòn thành lập Giáo phận Phú Cường và đặt Đức cha Giuse Phạm Văn Thiên làm giám mục tiên khởi. Họ đạo Tây Ninh lúc này được gọi là Giáo xứ Tây Ninh do Cha Phêrô Lê Văn Phát làm Linh mục Chính xức. Bấy giờ, giáo xứ Tây Ninh phát triển mạnh mẽ về số lượng lẫn chất lượng. Cha Gioan Bt Lê Quang Đức đã tích cực làm mới bộ mặt Giáo xứ Tây Ninh. Hội đồng Giáo xứ đầu tiên được thành lập với quy chế Hội đồng Giáo xứ tạm thời do chính Cha soạn thảo theo tinh thần Cộng đồng Vatican II. Cha Gioan Bt đã xây dựng lại nhà xứ thay thế nhà xứ cũ bị mục nát.
Tháng 12 năm 1972, Cha Philipphe Trần Tấn Binh về thay Cha Gioan B. Đức.
Ngày 20 tháng 11 năm 2021, được sự chấp thuận của Tòa Thánh Rôma, Giáo xứ Tây Ninh đã tổ chức khai mạc Năm Thánh 2011–2012, nhân dịp kỷ niệm 130 năm thành lập giáo xứ và 80 năm cung hiến thánh đường 1932–2012.

## Hoạt động
Hiện nay, Giáo xứ Tây Ninh bao gồm toàn bộ khu vực Thành phố Tây Ninh và một phần thị xã Hòa Thành với 5 giáo khu: Lộ Đức, Thánh Gia, Mông Triệu, Bêlem, Truyền Giáo với 2.539 giáo dân gồm 617 gia đình.